# Leverbloempje
Het leverbloempje (Anemone hepatica, basioniem: Hepatica nobilis) is een hemikryptofyte plant uit de ranonkelfamilie (Ranunculaceae). De Nederlandse naam is ontleend aan de omtrek van de bladeren, die de vorm van een lever heeft. Ook de Engelse naam liverleaf en het Duitse Leberblümchen verwijzen hiernaar. Ook de wetenschappelijke geslachtsnaam wijst daarop: hepaticus (-a, -um) betekent de lever betreffende, lever-.

## Beschrijving
De plant wordt 5-15-25 cm hoog. De 1,5-2,5cm grote bloemen zijn meestal paars, zelden roze of wit. Een bloem telt 6-7-9-10 bloembladen. Onder de bloem bevinden zich 3 schutbladen. De bloemen sluiten 's avonds en bij regen. De bloemstelen zijn behaard, en dragen 1 bloem. De bloemen zijn soms gevuld.
Als zoveel planten van de bosbodem is het een voorjaarsbloeier; ze bloeit in maart en april.
De bladeren bestaan uit drie lobben; de omtrek herinnert aan die van een lever.
De licht leerachtige bladeren zijn aan de bovenzijde groen, aan de onderzijde bruin tot paars.
Een studie door Toshikazu Nomizu, Yoshiji Niimi en Eriko Watanabe vond een opvallend verband tussen temperatuur en embryo-ontwikkeling. Boven de 23-25 °C werd de ontwikkeling ernstig vertraagd, terwijl er bij 4 °C nauwelijks ontwikkeling van het embryo plaatsvond.

## Verspreiding
De soort komt voor in de bossen van het noordelijk halfrond, zowel in Europa en Azië als in Noord-Amerika. De soort komt plaatselijk verwilderd voor in België (in de Ardennen), maar niet in Nederland.

## Cultivars
De plant is zowel in de natuurlijke vorm als in diverse cultivars in de handel verkrijgbaar. Enkele cultivars zijn:
- Hepatica nobilis 'Alba'
- Hepatica nobilis 'Alba Plena'
- Hepatica nobilis 'Barlowii'
- Hepatica nobilis 'Caerulea'
- Hepatica nobilis 'Little Abbington'
- Hepatica nobilis 'Marmorata'
- Hepatica nobilis 'Rosea'
- Hepatica nobilis 'Rubra'

## Gebruik
Middeleeuwse kruidenmeesters gebruikten het plantje tegen leveraandoeningen. Modern gebruik in de volksgeneeskunde bevat behandelingen voor puistjes, bronchitis, jicht, traag helende wonden, en lever- of galkwalen.
H. falconeri ·
H. henryi ·
H. maxima ·
H. nobilis (Leverbloempje) ·
H. transsilvanica (Transsylvaans leverbloempje) ·
H. yamatutai